# Melanie Domenego

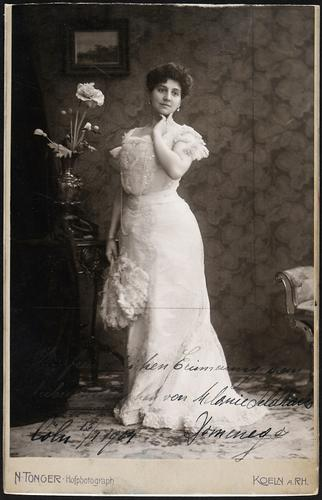
Melanie Domenego, Fotografie von Nicola Tonger (1848–1917)

Melanie Marie Magdalena Hermine Domenego, verheiratete Melanie Feldhaus-Domenego (27. Mai 1874 in Wien – nach 1907) war eine österreichische Opernsängerin (Sopran).

## Leben
Sie besuchte das Konservatorium in Wien und wurde von Rosa Papier für die Bühnenkarriere entsprechend vorbereitet. 1899 trat sie als Konservatoristin am Wiener Hofoperntheater auf. Nach einjährigem Wirken dort trat sie in den Verband des Düsseldorfer Stadttheaters, dem sie bis 1903 angehörte. Von 1903 bis 1904 wirkte sie am Opernhaus Köln, von 1904 bis 1907 an der Wiener Volksoper.
Nach ihrer Heirat zog sie sich gänzlich ins Privatleben zurück.
Als besonders wirkungsvoll wurden hervorgehoben „Julie“, „Leonore“ („Troubadour“), „Sulamith“, „Martha“, „Ophelia“, „Margarethe von Valois“ etc.